# Tomita Manabu
Manabu Tomita (sinh ngày 15 tháng 6 năm 1978) là một cầu thủ bóng đá người Nhật Bản.

## Sự nghiệp câu lạc bộ
Manabu Tomita đã từng chơi cho Yokohama Marinos.